# DearOne
株式会社DearOne（英語: DearOne, Inc.）は、東京都港区に本社を置く日本のデジタルマーケティング支援会社。NTTドコモのマーケティング分野における新規事業型子会社である。

## 概要
2011年、時限クーポンサービス「イマナラ!」のスマートフォン向けサービスを開始。「自分たちの企業で独自のアプリを持つことができないか」といった反響が大きく、同年、公式アプリ開発サービス「ModuleApps」を公開。2012年、ドコモ・ドットコムの完全子会社となり、2014年にはNTTドコモの完全子会社となる。
2017年、NTTドコモと博報堂を引受先とする第三者割当増資により、総額約2億2,000万円の資金調達を実施。2019年、米国を中心にユーザー行動分析ツール「Amplitude」と日本総代理店を締結し国内でサービスを提供。2020年から多言語対応アプリ、カスタマーデータプラットフォーム（CDP）、アプリ市場と利用動向分析サービスを立て続けに提供した。
2021年4月、従来のアプリ事業だけでなく、より幅広い分野でのサービス提供を行う企業としてブランド力の強化を行うべく、株式会社DearOneに商号変更した。
DearOneの名前の由来は、「社名には、英語で手紙を書く際の定型句『Dear』を用いて、企業からユーザーへのメッセージに込められた親愛の情を表現。また、大勢の人の中から特定の一人をより深く理解し、その人にとって心地よいコミュニケーションを実現するという意味を込めて、『One』を使用した」と説明している。
2025年1月、リアル行動データプラットフォーム「Beacon Bank」を運営する株式会社unerryとDearOneは、相互のリテール業界・まちづくり領域に向けた「スマホアプリソリューション事業」および「リテールメディア事業」の拡大を図ることを目的として資本業務提携を締結した。具体的には、unerryが提供するBeacon Bank SDKがDearOneのModuleApps2.0においても標準メニュー化され、より多くのスマホアプリで、位置情報技術を活用したユーザー体験や広告配信機能が利用可能となる。

## 沿革
- 2011年5月 - 会社分割により株式会社イマナラを設立、同社がイマナラ！を運営[7]
- 2012年4月 - フルキャストがおてつだいネットワークスを買収[8]
- 2012年6月 - 株式会社イマナラがドコモ・ドットコムの完全子会社となる[9]
- 2012年10月 - 株式会社イマナラの社名を、株式会社ロケーションバリューに変更
- 2014年9月 - ドコモ・ドットコムの完全子会社から、NTTドコモの完全子会社となる
- 2016年3月 - アイリッジとO2O分野で戦略的パートナーとして提携
- 2017年2月 - NTTドコモと博報堂を引受先とする第三者割当増資により、総額約2億2,000万円の資金調達を実施
- 2017年2月 - レシートリワード事業を開始
- 2017年3月 - 博報堂からの出資およびドコモからの増資を受け入れ
- 2017年9月 - ニトリ公式アプリの「手ぶらdeショッピング」が「リテールプロモーションアワード」を受賞
- 2017年12月 - マネーフォワードと金融機関向け公式アプリ開発の戦略的パートナーとして業務提携
- 2019年12月 - Amplitudeの日本総代理店を締結
- 2020年7月 - Wovn Technologiesと多言語対応アプリを提供
- 2020年11月 - カスタマーデータプラットフォーム（CDP）「Blue Base」を提供
- 2021年2月 - アプリ市場と利用動向分析サービス「SmaRepo（スマレポ）β版」を提供
- 2021年4月 - 株式会社DearOneに商号変更
- 2022年5月 - カスタマーエンゲージメントツール「MoEngage」国内初パートナー契約締結[10]
- 2022年6月 - カスタマーデータプラットフォーム「mParticle」国内初パートナー契約締結[11]
- 2023年2月 - 「Braze Torchie Awards 2023」より、DearOneが「Operation of the Year」を受賞[12]
- 2023年5月 - デジタル顧客体験分析プラットフォーム「Contentsquare」とパートナー契約を締結[13]
- 2023年6月 - ModuleAppsのシリーズ累計アプリダウンロード数が9,000万件を突破
- 2023年7月 - リバースETLプラットフォーム「Hightouch」と日本初リセラーパートナー契約を締結[14]
- 2023年11月 - リテールメディアプラットフォーム「ARUTANA」を開始[15]
- 2023年12月 - ModuleAppsのシリーズ累計アプリダウンロード数が1億件を突破[16]
- 2024年6月 - 世界No.1のABテストツール「VWO」 のリセラーパートナー契約を締結[17]
- 2024年7月 - WEBサイトのトラフィック分析サービス「SimilarWeb」 とパートナー契約を締結[18]
- 2024年8月 - リテールメディアプラットフォーム「ARUTANA」のMAUが3,000万人を突破[19]
- 2025年1月 - 株式会社unerryと資本業務提携を締結

## 主な事業

### アプリ開発サービス
主に店舗を運営する企業や自治体を対象とした公式アプリ開発サービス「ModuleApps」を運営する。機能のモジュールを組み合わせることによって、通常のスクラッチビルドで一から十まで開発するアプリケーションよりも、開発工数や開発期間を短縮化できる。
また、オーダーメイドでアプリを受託開発するサービスも行っている。DearOneでは自社で時限クーポンサービス「イマナラ!」を運用。このサービスは携帯電話の位置情報を活用し、店舗の近くにいる利用者に「先着3名様、1時間以内に来たらお料理半額」というような時間限定、枚数限定のクーポンを配信できる。
このほか、モバイル戦略で悩んでいる企業を中心にオムニチャネル戦略のコンサルティングを実施。自社でもモバイル業界動向を提供するメディアを運営している。

### グロースマーケティング

#### プロダクト分析
ユニークユーザーを基準にWebサイトやアプリなどの行動分析を行うアナリティクスツール「Amplitude」を提供。ロイヤルカスタマーの行動ペルソナを自動生成し、グロースの鍵となるキーアクションを先行指標（マジックナンバー）として検出。それらをもとにUI/UXの改善を行い、離脱率を低下させて継続率の増加を狙う。

#### CDP（カスタマーデータプラットフォーム）
特定のアプリでの行動だけでなく、オフラインやオンラインの行動も分断せず把握するために必要となるカスタマーデータプラットフォーム（CDP）「Blue Base」を提供。ユーザーの共通IDを発行し、オンラインやオフライン問わず全ての行動履歴を把握することができる。
2022年には、APACエリアNo.1のカスタマーエンゲージメントツール「MoEngage」の国内初パートナーを締結。AIを活用したカスタマージャーニーのオーケストレーション、パーソナライズ機能、チャネルやタッチポイントに応じた分析機能により、APAC地域のコンシューマーブランドが、エンゲージメントを最適化できる。

#### アプリ市場と利用動向分析サービス
NTTドコモが別途同意を得たお客様から取得しているアプリ統計情報を利用し、アプリ競合利用調査レポートを提供するサービス「SmaRepo」を提供。サービス当初 250万件のサンプルデータを活用し、マンスリーアクティブユーザー（MAU）や現在のアプリ所持ユーザー数、男女比、年代、地域といったユーザー属性を把握し、競合となるアプリと比較ができる。

## 著作

### 書籍
- グロースマーケティング(Growth Marketing)（クロスメディア・パブリッシング 2021年4月23日 ISBN 978-4295405245）